# Oosthoek (Waadhoeke)
Oosthoek (Bildts en Fries: De Oasthoek) is een streek en buurtschap in de gemeente Waadhoeke, in de Nederlandse provincie Friesland. Oosthoek ligt dichtbij de Waddenzee ten noorden van Sint Jacobiparochie en Sint Annaparochie, tussen Nij Altoenae en Westhoek. De buurtschap vormt een eenheid met Westhoek en ligt als een lang lint aan de Oudebildtdijk van Dijkshoek tot aan Nij Altoenae. Oosthoek heeft, anders dan Westhoek, geen dorpsstatus.

## Geografie
De exacte grenzen van Oosthoek zijn niet geheel duidelijk. In het westen sluit Oosthoek direct aan op westhoek, waardoor de dorpsgrens van Westhoek kan worden aangehouden. In het oosten is de grens minder duidelijk. Indien Oosthoek wordt gezien als buurtschap van Sint Jacobiparochie, maar niet van Sint Annaparochie, dan zou de oostgrens tussen deze plaatsen kunnen liggen, maar dit is nergens vastgelegd. 
In de buurtschap liggen de Oude Bildtdijkstervaart en de Koude Vaart. Oosthoek en Westhoek vormen een eenheid met een gezamenlijke belangenvereniging Streekbelang Oost- en Westhoek. 

### Spitsroeden en Smidshuizen
Bij Oosthoek komt de naam Spitsroeden voor, die mogelijk verwijst naar een herberg. De naam zou te herleiden zijn naar de vorm van de huizen, hoog en dicht op elkaar gebouwd. De naam Smidshuizen komt eveneens voor als veldnaam bij Oosthoek. De naam werd in 1852 als huisnaam weergegeven op de kaart van Eekhoff. De naam is te herleiden naar een smederij uit 1649.

## Geschiedenis

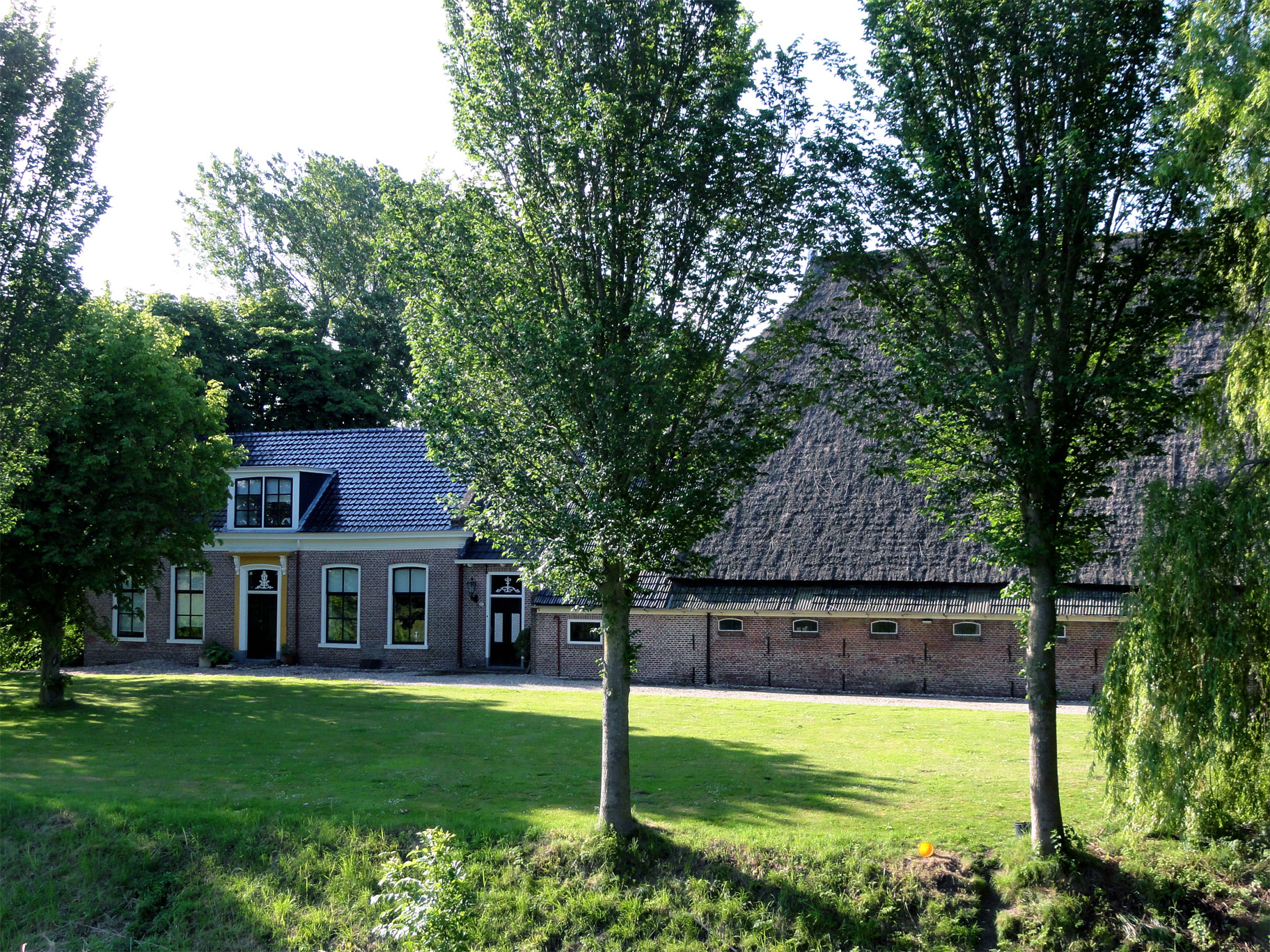
Boerderij en huis in Oosthoek

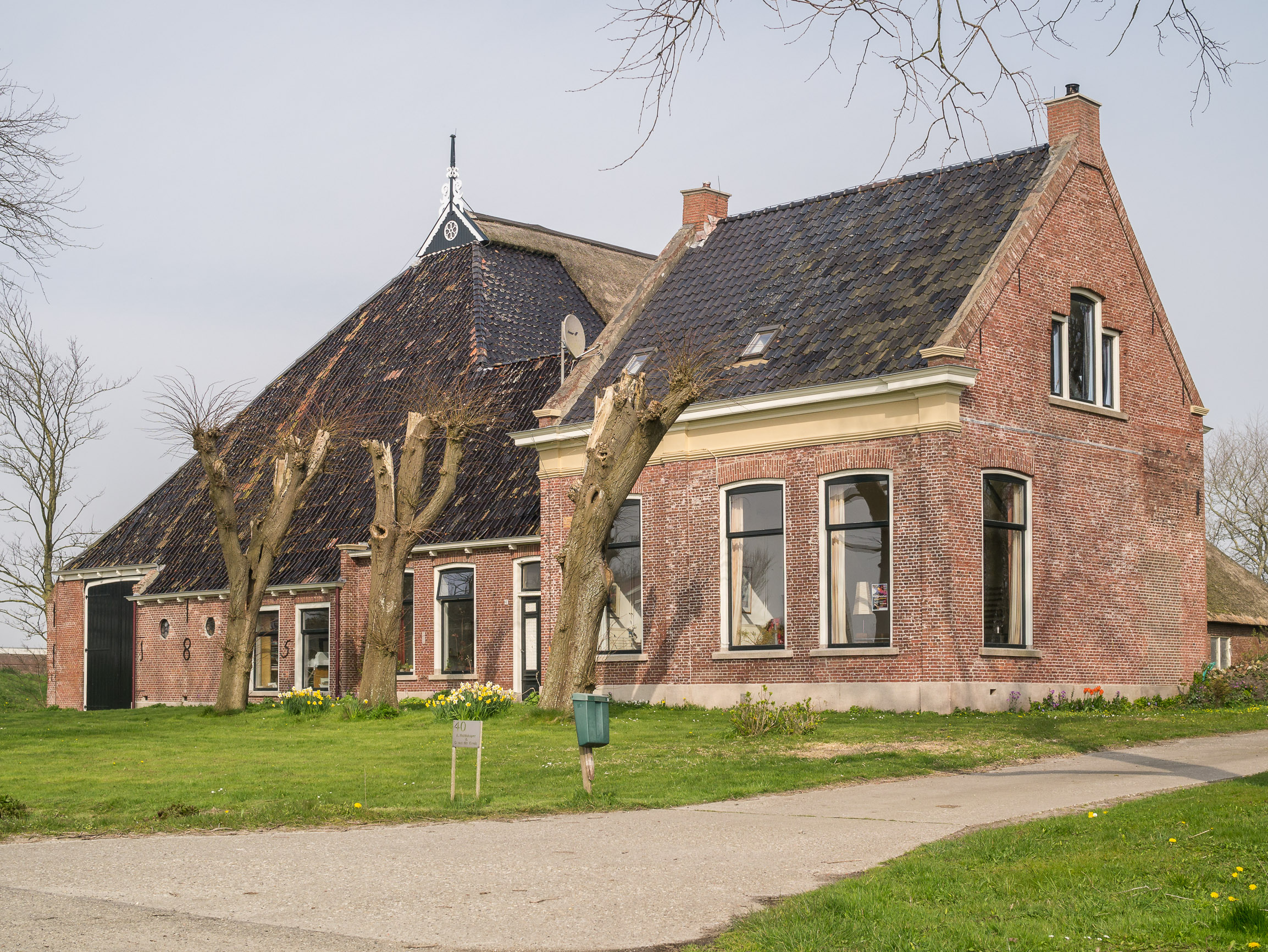
Boerderij De Plaets

De Oudebildtdijk werd in 1505 werd aangelegd. Aan de westelijke kant kwam er maar mondjesmaat bewoning. Zo ontstonden er pas vrij laat echte plaatsen, in de 18e eeuw. In de 19e eeuw is er sprake van twee buurtschappen, Oosthoek en Westhoek.
Zowel Oosthoek als Westhoek dreigden rond 1960 te verdwijnen, vanwege het feit dat de huisjes van de buurtschappen in slechte staat waren. Dit was de reden voor het oprichten van streekbelangenvereniging en het maken van reclame voor goedkope huizen. Zo wist men de weg en buurtschappen te redden.

## Onderwijs
In Oosthoek stond een tijdje een  basisschool. Eind jaren 80 van de twintigste eeuw moest de school dicht. De school van Westhoek kon aanvankelijk behouden worden door Westhoek per 1991 de dorpsstatus te geven.

## Sport
In de streek nog de sport kooitjetipelen gespeeld bij de Kooitjetipelvereniging De Oosthoek. Uit die vereniging is de Kaatsclub Oost- en Westhoek ontstaan.

## Voorzieningen en cultuur
De buurtschap heeft een buurthuis  en een snackbar bedoeld voor alle bewoners van de Oude- en de Nieuwebildtdijk. Verder is er sinds 1889 een café, voorheen bekend onder de naam theatercafé De Oosthoek. Het theater moest echter de deuren sluiten wegens te weinig animo.
Steden, dorpen en gehuchten: Achlum · Baijum · Beetgum · Beetgumermolen · Berlikum · Blessum · Boer · Boksum · Deinum · Dongjum · Dronrijp · Engelum · Firdgum · Franeker · Herbaijum · Hitzum · Klooster-Lidlum · Marssum · Menaldum · Minnertsga · Nij Altoenae · Oosterbierum · Oude Leije (klein deel) · Oudebildtzijl · Peins · Pietersbierum · Ried · Ritsumazijl · Schalsum · Schingen · Sexbierum · Sint Annaparochie · Sint Jacobiparochie · Slappeterp · Spannum · Tzum · Tzummarum · Vrouwenparochie · Welsrijp · Westhoek · Wier · Winsum · Zweins

Buurtschappen: Arkens · Barrum · Bonkwerd · De Kampen · De Poelen · De Vlaren · Dijkshoek · Dijksterhuizen · Doijum · Fatum · Hatsum · Het Hooghout · Holprijp · Kie · Kiesterzijl · Kingmatille · Klooster Anjum · Koehool · Koum · Laakwerd · Lutjelollum · Miedum · Nieuwebildtzijl · Oosterend · Oosthoek · Rewerd (deels) · Roptazijl (deels) · Salverd · Schildum · Sopsum · Stad Niks · Teetlum · Tolsum · Tritzum · Tjeppenboer · Vrouwbuurtstermolen (deels) ·  Weakens · Westerend · Zwarte Haan

Voormalige buurtschappen: Franjumerburen · Langwerd · Memerd · War 

Friesland: Steden en dorpen      Nederland: Provincies · Gemeenten